# کن سد
کن سِـد (انگلیسی: Ken Sedd؛ ۲۶ اکتبر ۱۹۳۹–۹ ژانویهٔ ۲۰۲۱) بازیگر و بدل‌کار اهل بریتانیا است.
از فیلم‌ها یا مجموعه‌های تلویزیونی که وی در آن‌ها نقش داشته‌است، می‌توان به بنی هیل شو و دکتر هو اشاره نمود.